# MK 108
Die Maschinenkanone MK 108 der Firma Rheinmetall-Borsig war eine schwere Bordwaffe im Kaliber 30 mm für deutsche Jagdflugzeuge zur Zeit des Zweiten Weltkriegs.

## Geschichte

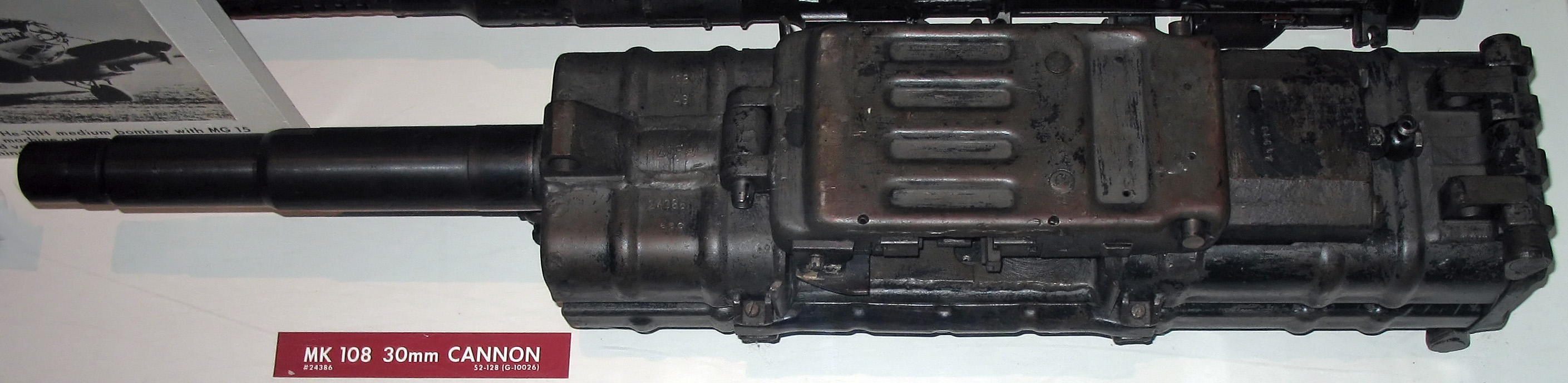
MK 108

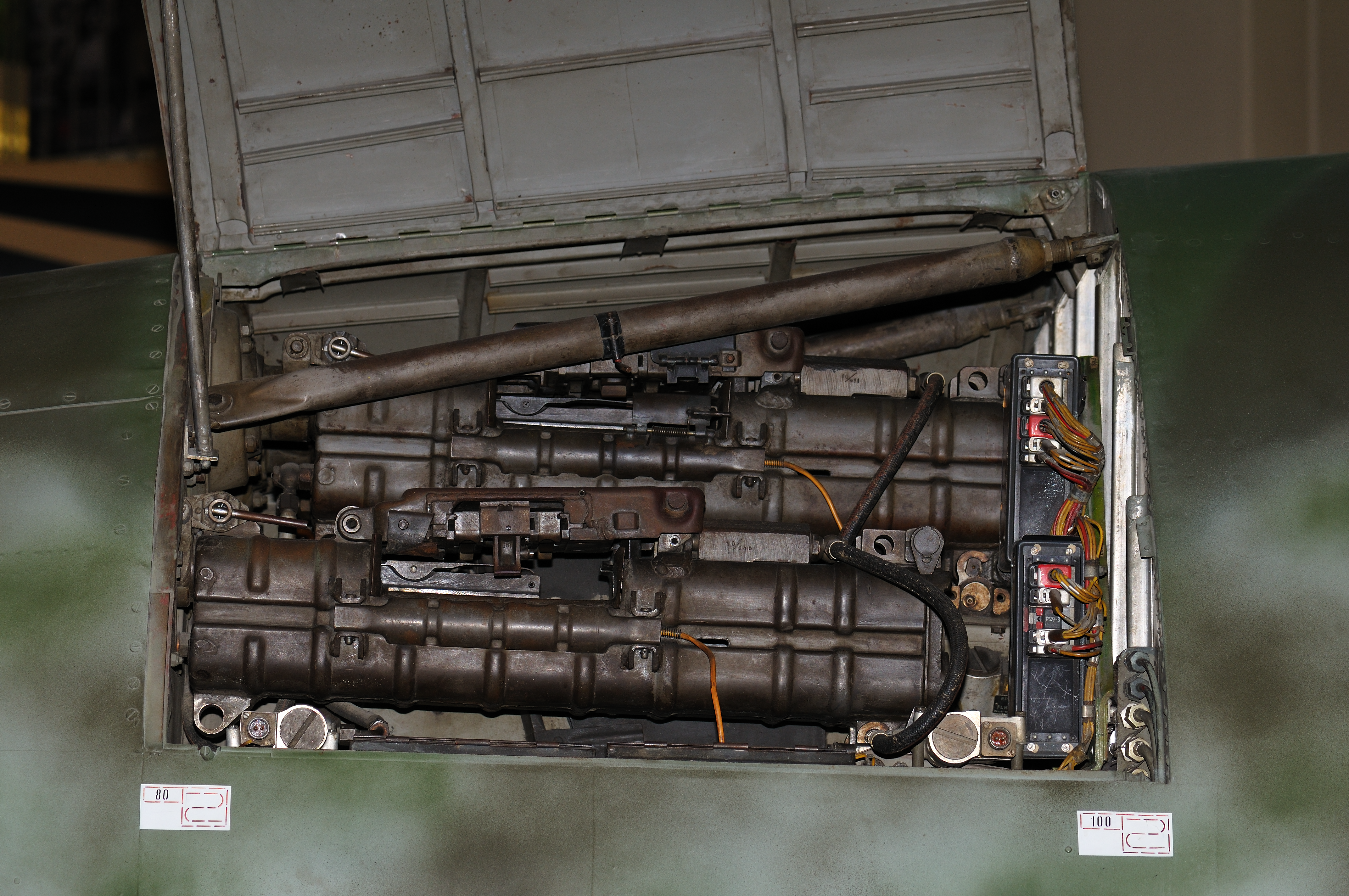
Einbau von zwei MK 108 im Jagdbomber Me 262

Die Entwicklung der MK 108 begann im Jahr 1940 ohne staatlichen Auftrag bei der Firma Rheinmetall-Borsig. Die Waffe war als schwere Bordwaffe für deutsche Jagdflugzeuge vorgesehen. Eine Weiterentwicklung wurde von dem damaligen Generalluftzeugmeister Generaloberst Ernst Udet nach einer Vorführung des Prototyps verweigert. Es kam erst nach dem Tod von Udet 1941 und der Forderung nach einer stärkeren Waffe seitens der Jagdflieger zu einer Weiterentwicklung der MK 108. Die Notwendigkeit zu einer schweren Bordwaffe mit einem Kaliber von 30 mm wurde auch deshalb dringender, da im Verlauf des Kriegs die Größe der feindlichen Bomber und deren Beschussfestigkeit aufgrund der verstärkten Panzerung immer weiter zunahm. Ferner zwang das starke Abwehrfeuer der in geschlossenen Pulks agierenden Feindbomber sowie der eskortierenden Begleitjäger (zum Beispiel North American P-51) die deutschen Jagdflugzeuge, ihre Angriffe bei höchstmöglicher Geschwindigkeit durchzuführen. So befanden sich die schweren Bomber als bevorzugte Ziele nur für einen sehr kurzen Augenblick in effektiver Reichweite und konnten zwangsläufig auch nur kurz beschossen werden. Umso wichtiger wurde es deshalb, die Anzahl der Projektile zu erhöhen und auch deren Zerstörungskraft zu steigern. Dementsprechend wurden die MK 108 speziell zur Bekämpfung von relativ langsam fliegenden bombentragenden Kampfflugzeugen entwickelt.
Bei der MK 108 handelte es sich um eine kompakte Waffe mit vergleichsweise geringem Gewicht und hoher Schussfolge. Die Probleme der MK 103 in Hinsicht auf Gewicht und Länge – die MK 108 war 88 kg leichter und 1260 mm kürzer – wurden reduziert und die Schussfolge auf etwa 650 Schuss pro Minute erhöht. Allerdings wurde dies auf Kosten einer deutlich geringeren Mündungsgeschwindigkeit (505–540 m/s) realisiert. Auch neigte die MK 108 – aufgrund der bei Kurvenkämpfen auftretenden erhöhten g-Belastung – zu Ladehemmungen. Durch die kompakten Ausmaße konnte die MK 108 auch in einmotorigen Jagdmaschinen vergleichsweise unkompliziert eingebaut werden und ersetzte dort das MG 151/20 als Motorkanone in den /U4-Versionen der Bf 109G. Im Außenflügel der zur Bomberbekämpfung eingesetzten Focke-Wulf Fw 190-A-7/A-8 wurde der Rüstsatz R2 verwendet, diese Flugzeuge wurden auch als Sturmjäger eingesetzt.
Die ersten MK 108 wurden im Juni 1943 in die Bf 109 G-6/U4 als Motorkanonen eingebaut und bis zum Kriegsende 1945 bei der deutschen Luftwaffe eingesetzt, unter anderem auch als Bewaffnung der Messerschmitt Me 262. Sie war, bezogen auf das Kaliber 30 mm, bis zum Kriegsende die Standard-Kanone der Luftwaffe.
Das Patronengewicht lag bei 480 g, das Geschossgewicht bei 330 g. Es wurden hauptsächlich Minengeschosse verschossen.
Bis 1945 wurde an dem Nachfolgemodell MK 112 gearbeitet, das jedoch nur noch den Prototypstatus erreichte.

## Funktion
Die MK 108 ist eine zuschießende Waffe. Das bedeutet, dass sich vor dem Schuss keine Patrone im Patronenlager befindet und der Verschluss hinten liegt. Die Waffe ist vor dem Abziehen also offen. Dadurch befindet sich im feuerbereiten Zustand keine Patrone im heißgeschossenen Rohr, was die Gefahr der Selbstentzündung stark reduziert sowie eine Kühlung des Rohres durch Lufteinströmung erlaubt.
Im Gegensatz zur MK 103 besitzt die MK 108 keine Verriegelung des Verschlusses. Es handelt sich um einen reinen Feder-Masse-Verschluss. Um die Masse des Verschlusses akzeptabel gering zu halten, musste die Lauflänge kurz (und damit die Mündungsgeschwindigkeit niedrig) gehalten werden. In der Konstruktion der MK 108 wurden also einfache Bauweise, hohes Geschossgewicht und hohe Schussfolge betont, dies jedoch zu Lasten der Mündungsgeschwindigkeit.
Um die Waffe fertigzuladen (feuerbereit zu machen), muss sie pneumatisch durchgeladen werden. Dabei wird der Verschluss mittels Druckluft vom Durchladekolben zurückgezogen und die Schließfedern gespannt. Nach dem Loslassen des Durchladeknopfes schließt das elektropneumatische Durchladeventil und der Durchladekolben wird durch eine Druckfeder in seine Ausgangsstellung gebracht, während der Verschluss vom Abzugsriegel in gespannter Position gefangen wird. Der Patronengurt wurde über die Steuerkurven des Verschlusses und die Steuerhebel der Gurtzuführung um eine halbe Gurtteilung weitertransportiert.
Nach dem Drücken des Abzugknopfes spricht ein elektromagnetischer Schalter (das sog. Abfeuerschütz) an. Dadurch erhalten das elektropneumatische Abzugsventil und der Zündumformer Strom. Das sich öffnende Abzugsventil lässt Druckluft zur Abzugseinrichtung strömen. Der mit Druckluft beaufschlagte Kolben der Abzugseinrichtung steuert den Abzugsriegel nach unten. Dadurch wird der unter dem Druck der gespannten Schließfedern stehende Verschluss frei und schnellt nach vorn. Auf dem Weg nach vorn betätigt der Verschluss die Gurtzuführung. Der Patronengurt wird vom Gurtschieber um eine halbe Gurtteilung weitertransportiert, so dass eine Patrone in Zuführstellung gebracht und vom Verschluss aus dem Patronengurt gestoßen wird. Diese Patrone wird vom vorlaufenden Verschluss in das Patronenlager des Rohres geschoben. Vor dem Erreichen der vorderen Endlage des Verschlusses wird die Auszieherkralle in die Auszieherrille der Patronenhülse gebracht und die elektrische Zündung der Patrone eingeleitet. Der Zündstromkreis wird durch das Anlaufen der Verschluss-Kontaktfeder an der Zündschiene im Waffengehäuse geschlossen. Damit fließt über den Zündstift elektrischer Strom durch einen sehr dünnen Draht im Zündhütchen der Patrone. Der Draht wird stark erhitzt, verglüht in sehr kurzer Zeit und zündet den Anzündsatz. Über den Anzündsatz wird das Treibladungspulver der Patrone gezündet, der Schuss bricht. Nach dem Verglühen des Zünddrahtes ist der Zündstromkreis sofort unterbrochen.
Bereits vor dem Erreichen seiner vorderen Endlage wird der Verschluss durch den Rückstoßimpuls nach hinten beschleunigt und die Schließfedern gespannt. Die abgefeuerte Patronenhülse wird von der Auszieherkralle aus dem Patronenlager gezogen und – eine Besonderheit der MK 108 – nicht ausgeworfen, sondern in die leere Tasche des Patronengurtes gezogen. Der Gurt zerfällt nach dem Durchlauf in die einzelnen Glieder mit den Patronenhülsen.
Nachdem die Auszieherkralle die eingezogene Patronenhülse freigegeben hat, läuft der Verschluss weiter nach hinten, bis er umkehrt. Die Rücklaufenergie des Verschlusses wird dabei von je zwei Schließ- und Ringfedern aufgezehrt.
Solange die Abzugsvorrichtung mit Druckluft beaufschlagt ist, kann der Verschluss ungehindert vorlaufen und Patronen zuführen und zünden (Dauerfeuer). Wird das Abzugsventil stromlos, so wird der Abzugskolben drucklos und kehrt in seine Ausgangslage zurück. Dadurch wird der Abzugsriegel frei und durch starke Druckfedern angehoben. Der Abzugsriegel tritt in die Verschlussbahn und fängt den vorlaufenden Verschluss. Das Feuer ist unterbrochen.
Durchladeeinrichtung und Abzugseinrichtung sind gegeneinander verriegelt. Damit wird ein gleichzeitiges Durchladen und Abziehen verhindert.

## Technische Daten
- Typ: einläufige Maschinenkanone
- Funktion: Rückstoßlader
- Kaliber: 30 × 90 RB
- Hersteller: Rheinmetall-Borsig
- Länge: 1057 mm
- Rohrlänge 545 mm
- Gewicht: 58 kg
- Schussfolge (pro min): 650

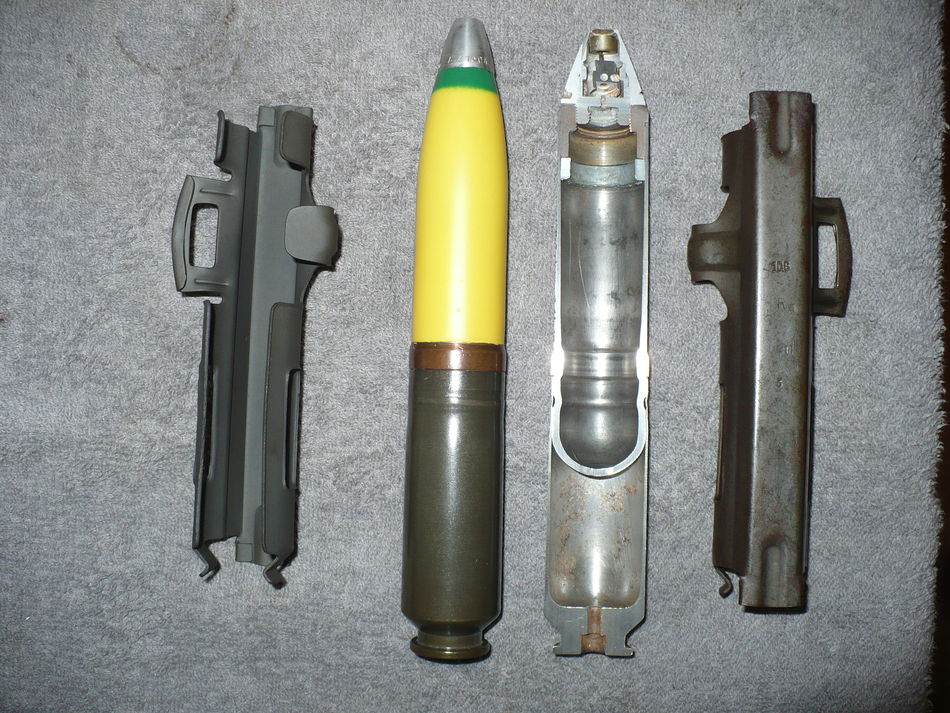
Munition 30 × 90 RB

- Mündungsgeschwindigkeit: 505–540 m/s
- Projektilgewicht: 330 g
- Patronengewicht: 480 g
- Sprengstoffgewicht: 85 g (Ausf. A) oder 72 g (Ausf. C)
- Mündungsenergie: 42.079–48.114 Joule

## Trivia
Die Waffe wurde im Soldatenjargon aufgrund ihrer Schussfolge als Presslufthammer bezeichnet.